# 亞利奇基區

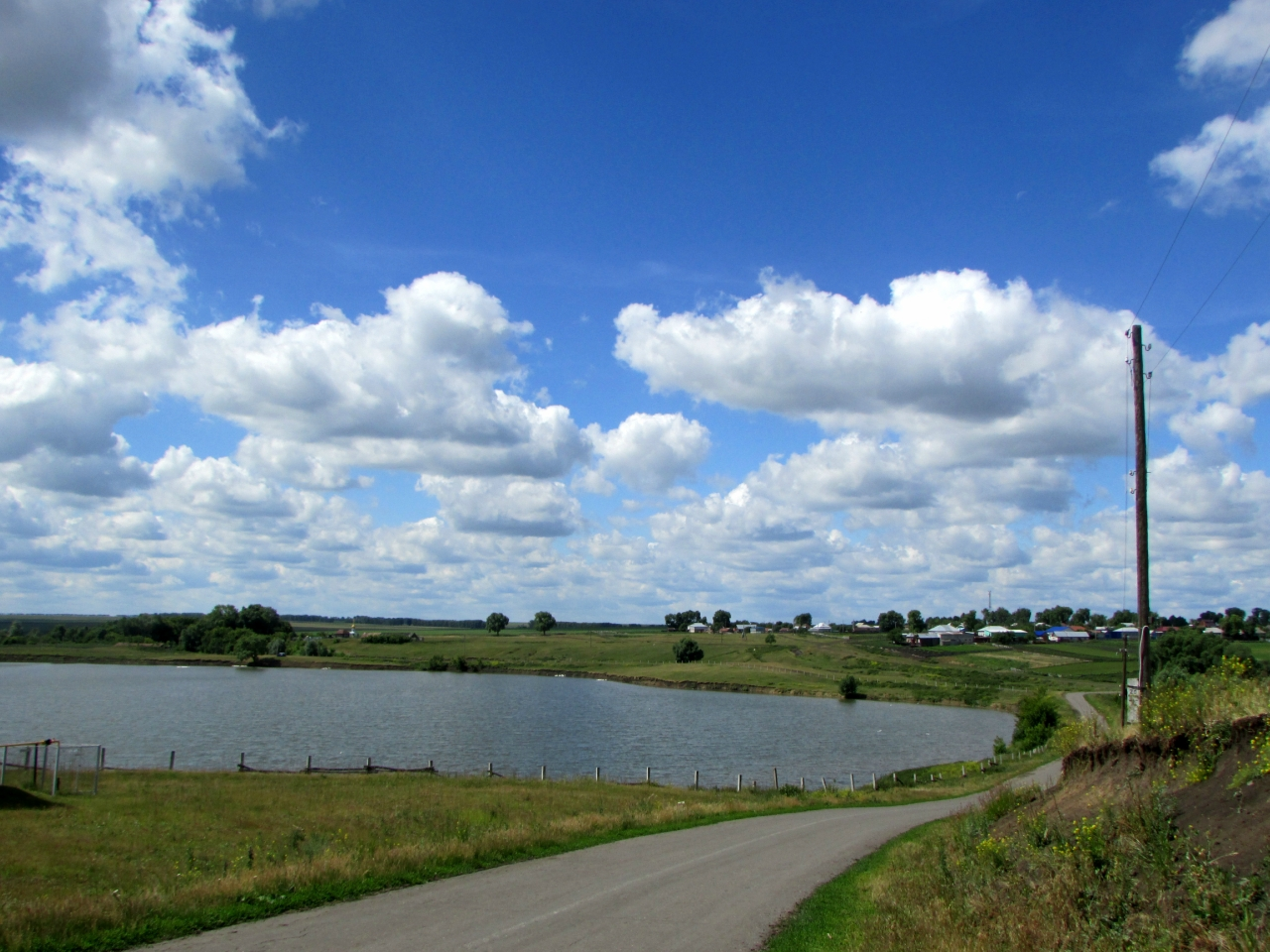

55°08′02″N 47°37′44″E / 55.134°N 47.629°E
亞利奇基區（俄语：Яльчикский район），是俄羅斯的一個區，位於該國西部，由楚瓦什共和國負責管轄，始建於1927年9月5日，面積567.2平方公里，2010年人口20,452，人口密度每平方公里36.06人。